# Šmigovec
Šmigovec (in ungherese Súgó) è un comune della Slovacchia facente parte del distretto di Snina, nella regione di Prešov.